# Stay (песня The Kid Laroi)
«Stay» (стил. под маюскул, «STAY») — песня австралийского рэпера the Kid Laroi и канадского певца Джастина Бибера. Песня вышла 9 июля 2021 года в качестве лид-сингла с переиздания дебютного микстейпа F*ck Love 3: Over You.
Сингл достиг первого места в хит-парадах Австралии, Великобритании, Канады, США, в глобальном чарте Global 200 и других.

## Отзывы
«Stay» в целом получил положительные отзывы критиков. В своей статье для The New York Times Джон Караманика нашел этот трек «чрезвычайно эффективным», считая его более эффектным в паре Лароя и Бибера, чем в «Unstable» из альбома Justice. Тайлер Дженке из Rolling Stone Australia написал, что «новая блестящая мелодия» «несомненно оправдывает ажиотаж». Джордан Роуз из Complex считает, что в этом треке Ларой и Бибер «опираются на свои сильные стороны». Алекс Зидель из HotNewHipHop считал, что песня «настолько заразительна, насколько [можно] ожидать», и считал её «солидным поп-предложением на лето». Джейсон Липшуц из Billboard считает, что песня «звучит так, как будто она должна подтолкнуть [Лароя] к новому уровню» славы. Джастин Курто из Vulture назвал трек «энергичным, наполненным синтезаторами поп-бангером». Кэролайн Дрок из Uproxx заявила, что «бодрая композиция [']», состоящая из «эйфорического припева и драйвового ритма», сделает её «следующей песней лета». Роберт Роуат из CBC Music оценил партнерство Лароя и Бибера как «один из лучших сюрпризов года» и сказал, что песня «извлекает выгоду из навыков обоих певцов как фальцетистов».

### Награды и номианции
| Год  | Организация                     | Награда                                | Результат | Ссылка |
| ---- | ------------------------------- | -------------------------------------- | --------- | ------ |
| 2021 | MTV Video Music Awards          | Song of Summer                         | Номинация | [ 9 ]  |
| 2021 | ARIA Music Awards               | Best Artist                            | Победа    | [ 10 ] |
| 2021 | ARIA Music Awards               | Best Pop Release                       | Победа    | [ 10 ] |
| 2022 | Nickelodeon Kids' Choice Awards | Favorite Music Collaboration           | Победа    | [ 11 ] |
| 2022 | APRA Music Awards               | Song of the Year                       | Победа    | [ 12 ] |
| 2022 | Billboard Music Awards          | Top Hot 100 Song                       | Победа    | [ 13 ] |
| 2022 | Billboard Music Awards          | Top Streaming Song                     | Победа    | [ 13 ] |
| 2022 | Billboard Music Awards          | Top Radio Song                         | Номинация | [ 13 ] |
| 2022 | Billboard Music Awards          | Top Collaboration                      | Победа    | [ 13 ] |
| 2022 | Billboard Music Awards          | Top Billboard Global 200 Song          | Победа    | [ 13 ] |
| 2022 | Billboard Music Awards          | Top Billboard Global (Excl. U.S.) Song | Победа    | [ 13 ] |

## Коммерческий успех
В родной для Лароя Австралии сингл «Stay» дебютировал на первом месте ARIA Singles Chart в неделю с 19 июля 2021. Для него это второй чарттоппер после сингла «Without You» (который лидировал в мае), и пятый — для Бибера в качестве основного исполнителя. В New Zealand Singles Chart «Stay» также дебютировал на первом месте, впервые в карьере Лароя и в 11-й раз для Бибера.
В Великобритании «Stay» дебютировал в UK Singles Chart на 5-м месте, став вторым хитом Лароя в топ-10, и 27-м для Бибера.
В США «Stay» дебютировал на 3-м месте в Billboard Hot 100 с 34,7 млн стримов, 12,9 млн радиоэфиров, 12000 копий продаж. Для Бибера это 24-й хит в top-10 (Hot 100) и он стал самым молодым с 100 появлениями в чарте в возрасте 27 лет и четыре месяца. Также сингл возглавил Streaming Songs, став для Лароя первым чарттоппером, а для Бибера шестым.
В чарте от 14 августа 2021 года песня возглавила Billboard Hot 100, став для Лароя первым и для Бибера восьмым чарттоппером в США.
Кроме того, он оставался на втором месте в течение четырнадцати недель, обогнав «Exhale (Shoop Shoop)» Уитни Хьюстон и «Good 4 U» Оливии Родриго по наибольшему количеству недель, проведенных на второй позиции в Hot 100. Согласно чарту от 9 апреля 2022 года, «Stay» также побил рекорды по количеству недель, проведенных в Топ-2 и Топ-3 в хит-параде Hot 100: 21 и 23 недели, соответственно.

## Музыкальное видео
Официальное музыкальное видео для песни «Stay» снял режиссёр Колин Тиллей, а премьера прошла вместе с релизом сингла в полночь на 9 июля 2021 года. Элиза Талбот работала оператором видео, а Джек Уинтер продюсировал его. Джейми Ранта и Тилли были исполнительными продюсерами.

## Чарты
| Чарт (2021)                            | Высшая позиция |
| -------------------------------------- | -------------- |
| Австралия (ARIA)                       | 1              |
| Австрия (Ö3 Austria Top 40)            | 1              |
| Бельгия/Фландрия (Ultratop 50)         | 1              |
| Бельгия/Валлония (Ultratop 50)         | 1              |
| Канада (Billboard Canadian Hot 100)    | 1              |
| Канада (Billboard AC)                  | 8              |
| Канада (Billboard CHR/Top 40)          | 1              |
| Канада (Billboard Hot AC)              | 2              |
| СНГ (TopHit)                           | 2              |
| Чехия (Rádio — Top 100)                | 3              |
| Чехия (Singles Digitál Top 100)        | 1              |
| Дания (Tracklisten)                    | 1              |
| Финляндия (Suomen virallinen lista)    | 1              |
| Франция (SNEP)                         | 3              |
| Германия (GfK)                         | 1              |
| Мир (Billboard Global 200)             | 1              |
| Греция (IFPI)                          | 2              |
| Венгрия (Rádiós Top 40)                | 1              |
| Венгрия (Single Top 40)                | 3              |
| Венгрия (Stream Top 40)                | 1              |
| Индия (IMI)                            | 1              |
| Ирландия (IRMA)                        | 2              |
| Италия (FIMI)                          | 3              |
| Япония (Billboard Japan Hot 100)       | 10             |
| Латвия (EHR)                           | 1              |
| Литва (AGATA)                          | 2              |
| Нидерланды (Dutch Top 40)              | 1              |
| Нидерланды (Single Top 100)            | 1              |
| Новая Зеландия (Recorded Music NZ)     | 1              |
| Норвегия (VG-lista)                    | 1              |
| Польша (Polish Airplay Top 100)        | 1              |
| Португалия (AFP)                       | 3              |
| Россия (TopHit)                        | 2              |
| Сингапур (RIAS)                        | 1              |
| Словакия (Rádio — Top 100)             | 1              |
| Словакия (Singles Digitál Top 100)     | 1              |
| Республика Корея (Gaon)                | 1              |
| Испания (PROMUSICAE)                   | 11             |
| Швеция (Sverigetopplistan)             | 1              |
| Швейцария (Schweizer Hitparade)        | 2              |
| Великобритания (OCC UK Singles)        | 2              |
| США (Billboard Hot 100)                | 1              |
| США (Billboard Adult Contemporary)     | 7              |
| США (Billboard Adult Pop Airplay)      | 1              |
| США (Billboard Dance/Mix Show Airplay) | 2              |
| США (Billboard Pop Airplay)            | 1              |
| США (Billboard Rhythmic)               | 3              |
| США (Rolling Stone Top 100)            | 1              |

| Чарт (2021)                           | Позиция |
| ------------------------------------- | ------- |
| Austria (Ö3 Austria Top 40)           | 3       |
| Belgium (Ultratop Flanders)           | 7       |
| Belgium (Ultratop Wallonia)           | 6       |
| Canada (Canadian Hot 100)             | 10      |
| CIS (Tophit)                          | 21      |
| Croatia (HRT)                         | 58      |
| Denmark (Tracklisten)                 | 5       |
| Germany (Official German Charts)      | 6       |
| Global 200 (Billboard)                | 8       |
| Ireland (IRMA)                        | 7       |
| Italy (FIMI)                          | 24      |
| Japan (Japan Hot 100)                 | 76      |
| Netherlands (Dutch Top 40)            | 2       |
| Netherlands (Single Top 100)          | 2       |
| Russia Airplay (Tophit)               | 36      |
| South Korea (Gaon)                    | 21      |
| Switzerland (Schweizer Hitparade)     | 12      |
| UK Singles (OCC)                      | 7       |
| US Billboard Hot 100                  | 12      |
| US Adult Contemporary (Billboard)     | 36      |
| US Adult Top 40 (Billboard)           | 20      |
| US Dance/Mix Show Airplay (Billboard) | 23      |
| US Mainstream Top 40 (Billboard)      | 12      |
| US Rhythmic (Billboard)               | 42      |

## Сертификации
| Регион                                                                      | Сертификация  | Продажи   |
| --------------------------------------------------------------------------- | ------------- | --------- |
| Австралия (ARIA)                                                            | 4× Платиновый | 280 000   |
| Дания (IFPI Danmark)                                                        | Платиновый    | 90 000    |
| Германия (BVMI)                                                             | Золотой       | 200 000   |
| Италия (FIMI)                                                               | 2× Платиновый | 140 000   |
| Новая Зеландия (RMNZ)                                                       | 5× Платиновый | 150 000   |
| Норвегия (IFPI Norway)                                                      | 2× Платиновый | 120 000   |
| Португалия (AFP)                                                            | Платиновый    | 10 000    |
| Испания (PROMUSICAE)                                                        | Платиновый    | 40 000    |
| Швейцария (IFPI Switzerland)                                                | Платиновый    | 20 000    |
| Великобритания (BPI)                                                        | Платиновый    | 600 000   |
| США (RIAA)                                                                  | 2× Платиновый | 2 000 000 |
| Данные о продажах + прослушиваниях приведены только на основе сертификации. |               |           |